# Новосемёновка (Красноярский край)
Новосемёновка— деревня в Иланском районе Красноярского края в составе Соколовского сельсовета.

## География
Находится примерно  в  18 километрах по прямой на север-северо-запад от районного центра города Иланский.

## Климат
Климат резко континентальный и характеризуется различиями как между температурами зимы и лета, так и между дневными и ночными температурами. Средняя годовая температура воздуха -0,9 °С. Средняя температура января -19,8 °С. Средняя температура июля +18,4 °С. Продолжительность безморозного периода 95 дней. Зимой характерно влияние антициклона, который обуславливает суровость зимы, а летом – области пониженного давления.

## Население
Постоянное население составляло 141 человек в 2002 году (89% русские),  98 в 2010.